# Dimitri Soudas
Dimitri Soudas, né le 10 juillet 1979, est l'ancien directeur des communications du premier ministre canadien Stephen Harper, l'ancien directeur exécutif du Comité olympique canadien et l'ancien directeur exécutif du Parti conservateur du Canada. Il est connu pour être un membre très actif et influent de l'équipe de Stephen Harper.

## Carrière
Entre 2006 et 2011, Dimitri Soudas a été un membre « très en vue » de l'équipe de communication du premier ministre Stephen Harper, et l'un de ses « collaborateurs les plus proches et les plus fidèles ». Il est d'abord attaché de presse, puis directeur adjoint des communications au cabinet du premier ministre. Au printemps 2010, il est nommé directeur des communications au cabinet du premier ministre, la suite de la démission de son prédécesseur, John Williamson. Le 1er juin 2011, Dimitri Soudas annonce quitter son poste de porte-parole en chef de Stephen Harper. Il est remplacé par Angelo Persichilli.
À partir d'octobre 2011, il occupe le poste de directeur exécutif des communications du Comité olympique canadien. En décembre 2013, deux mois avant les Jeux olympiques de Sotchi, Soudas démissionne et est nommé directeur exécutif du Parti conservateur du Canada. Le premier ministre Harper lui aurait personnellement demandé de prendre en charge les opérations du parti.
En mars 2014, Stephen Harper exige la démission de Dimitri Soudas après la sortie d'allégations selon lesquelles ce dernier aurait utilisé les ressources du parti pour soutenir la candidature de sa fiancée, Eve Adams, dans sa course à l'investiture conservatrice dans Oakville North-Burlington. En plus de s'impliquer personnellement dans la course pour la nouvelle circonscription d'Oakville North-Burlington, Dimitri Soudas aurait demandé à son assistante exécutive de passer des appels dans la circonscription afin de solliciter des soutiens potentiels pour sa fiancée — en violation de certaines conditions du contrat de travail de Dimitri Soudas —, en tant que l'un des principaux stratèges du parti.
Le Parti conservateur du Canada présente le départ soudain de Dimitri Soudas, tant publiquement qu'en interne, comme une démission et non comme un licenciement.
Près d'un an plus tard, en février 2015, Eve Adams change de camp et rejoint le caucus du Parti libéral avec l'appui de Soudas.